# Liste des comtes palatins du Rhin

Blason de l'électeur palatin sous les Wittelsbach (après 1214).

La dignité de comte palatin du Rhin (Pfalzgraf bei Rhein) tire son origine de la dignité plus ancienne des comtes palatins de Lotharingie.

## Histoire
Le titre apparut à la mort de Hermann II, comte dans le Ruhrgau et le Zülpichgau, mais également dans le Brabant ; sa veuve Adélaïde de Weimar-Orlamünde apporta alors la dignité de comte palatin en dot à son nouvel époux Henri II de Laach. L'empereur à cette occasion s'assure d'en réduire le pouvoir, afin d'éviter l'émergence d'une dynastie rivale comme ce fut le cas avec les Ezzonides. Le titre fut assorti d'un territoire dont l'extension se modifia au cours des siècles, le palatinat du Rhin.
Les comtes palatins du Rhin étaient également les premiers électeurs du Saint-Empire avec la charge d'archi-sénéchal d'Empire, d'où leur nom d'électeur palatin. En 1214, la dignité échut à la maison de Wittelsbach en la personne de Louis Ier de Bavière à partir duquel elle devint de fait héréditaire. Cette maison transmit à plusieurs branches collatérales le titre assorti de possessions familiales : Neuburg, Birkenfeld, Veldenz, etc. (par exemple: comte palatin de Veldenz, en réalité Pfalzgraf bei Rhein zu Veldenz, soit littéralement comte palatin du Rhin pour Veldenz).
Frédéric V perdit ses terres et ses dignités au profit du duc de Bavière Maximilien Ier, mais son fils Charles Ier Louis réussit à récupérer la dignité électorale lors des traités de Westphalie : un huitième titre d'électeur fut créé afin de conserver la dignité électorale au duc de Bavière, mais l'électeur palatin ne se retrouvait plus à la première place dans la hiérarchie des électeurs mais à la dernière. Il lui fut attribué avec cette nouvelle dignité la charge d'archi-trésorier, charge dont Charles III Philippe du Palatinat, oncle maternel des empereurs Joseph Ier et Charles VI, se démit pour tenter de récupérer l'ancienne charge d'archi-sénéchal. L'électorat palatin et celui de Bavière furent finalement réunis quand le comte palatin de Soulzbach Charles-Théodore (époux de la petite-fille de Charles III Philippe ainsi que son successeur comme comte palatin), hérita en outre des États de l'électeur de Bavière Maximilien III Joseph le 30 décembre 1777.
Le palatinat du Rhin disparut lors de l'annexion par la France de la rive gauche du Rhin (1796). La rive droite avec Mannheim et Heidelberg fut donnée au grand duché de Bade. Néanmoins une partie de ce territoire fut reconstitué sur la rive gauche du Rhin par le congrès de Vienne et appartint à la Bavière jusqu'à la chute de la monarchie en 1918. Par tradition le titre comte palatin du Rhin est toujours porté par le chef de la maison de Wittelsbach, actuellement le duc François de Bavière.

## Comtes palatins de Lotharingie (915-1085)
| Nom                      | Règne             | Famille   | Notes                                  |
| ------------------------ | ----------------- | --------- | -------------------------------------- |
| Wigéric                  | 915/916 – 921/922 | Ardenne   |                                        |
| Godefroid Ier de Juliers | 924 – 936/949     |           |                                        |
| Hermann Ier Pusillus     | 945 – 996         | Ezzonides |                                        |
| Ezzo                     | 996/1015 – 1034   | Ezzonides | Fils de Hermann Ier.                   |
| Otton Ier de Souabe      | 1034 – 1045       | Ezzonides | Fils d'Ezzo.                           |
| Henri Ier Furiosus       | 1045 – 1061       | Ezzonides | Fils de Hezzelin, fils de Hermann Ier. |
| Hermann II               | 1061 – 1085       | Ezzonides | Fils de Henri Ier.                     |

## Comtes palatins du Rhin (1085-1356)
| Nom                          | Règne            | Famille      | Notes                                                 |
| ---------------------------- | ---------------- | ------------ | ----------------------------------------------------- |
| Henri II de Laach            | 1085/1087 – 1095 | Ardenne      | Époux d'Adélaïde, veuve de son prédécesseur.          |
| Siegfried de Ballenstedt     | 1095/1097 – 1113 | Ascanie      |                                                       |
| Gottfried de Calw            | 1113 – 1129      | Calw         |                                                       |
| Guillaume Ier de Ballenstedt | 1129 – 1140      | Ascanie      | Fils de Siegfried.                                    |
| Otton II de Salm             | 1140             | Salm         |                                                       |
| Henri III Jasomirgott        | 1140 – 1141      | Babenberg    |                                                       |
| Hermann III de Stahleck      | 1142 – 1156      | Stahleck     |                                                       |
| Conrad Ier                   | 1156 – 1195      | Hohenstaufen |                                                       |
| Henri IV                     | 1195 – 1211/1212 | Welf         | Époux d'Agnès, fille de son prédécesseur.             |
| Henri V                      | 1211/1212 – 1214 | Welf         | Fils de Henri IV et d'Agnès.                          |
| Louis Ier de Bavière         | 1214 – 1231      | Wittelsbach  |                                                       |
| Otton III                    | 1231 – 1253      | Wittelsbach  | Fils de Louis Ier.                                    |
| Louis II                     | 1253 – 1294      | Wittelsbach  | Fils d'Otton III et époux d'Agnès, fille de Henri IV. |
| Rodolphe Ier « le Bègue »    | 1294 – 1319      | Wittelsbach  | Fils de Louis II.                                     |
| Adolphe Ier                  | 1319 – 1327      | Wittelsbach  | Fils de Rodolphe Ier.                                 |
| Rodolphe II « l'Aveugle »    | 1329 – 1353      | Wittelsbach  | Fils de Rodolphe Ier.                                 |
| Robert Ier, dit le Roux      | 1353 – 1356      | Wittelsbach  | Fils de Rodolphe Ier.                                 |

## Électeurs palatins (1356-1777)

### Premier électorat (1356-1648)
| Nom                            | Règne       | Branche            | Notes |
| ------------------------------ | ----------- | ------------------ | --- |
| Robert Ier                     | 1356 – 1390 | Wittelsbach        | Le Palatinat devient électorat par la Bulle d'or. |
| Robert II                      | 1390 – 1398 | Wittelsbach        | Fils d'Adolphe. |
| Robert III                     | 1398 – 1410 | Wittelsbach        | Fils de Robert II. |
| Louis III « le Barbu »         | 1410 – 1436 | Wittelsbach        | Fils de Robert III. |
| Otto Ier de Palatinat-Mosbach  | 1436-1445   | Wittelsbach        | Fils de Robert III et frère de Louis III, Régent du Palatinat pour son neveu Louis IV lors de sa minorité                                                 |
| Louis IV « le Doux »           | 1436 – 1449 | Wittelsbach        | Fils de Louis III, il devient prince électeur en 1436 mais est placé sous la régence de son oncle Otto Ier, il règne par lui même seulement dès 1445.     |
| Frédéric Ier « le Victorieux » | 1449 – 1476 | Wittelsbach        | Fils de Louis III. |
| Philippe Ier « l'Ingénu »      | 1476 – 1508 | Wittelsbach        | Fils de Louis IV. |
| Louis V « le Pacifique »       | 1508 – 1544 | Wittelsbach        | Fils de Philippe Ier. |
| Frédéric II « le Sage »        | 1544 – 1556 | Wittelsbach        | Fils de Philippe Ier. |
| Othon-Henri                    | 1556 – 1559 | Palatinat-Neubourg | Fils de Robert, le troisième fils de Philippe Ier du Palatinat.                                                                                           |
| Frédéric III                   | 1559 – 1576 | Palatinat-Simmern  | Fils de Jean II de Simmern, descendant de Robert III. |
| Louis VI                       | 1576 – 1583 | Palatinat-Simmern  | Fils de Frédéric III. |
| Frédéric IV « le Juste »       | 1583 – 1610 | Palatinat-Simmern  | Fils de Louis VI. Régence de Jean Casimir jusqu'en 1592.                                                                                                  |
| Frédéric V                     | 1610 – 1623 | Palatinat-Simmern  | Fils de Frédéric IV. Élu roi de Bohême en 1619, if fut vaincu par les troupes impériales en 1620 et mis au ban de l'Empire en 1623; il mourut en exil.    |
| Maximilien Ier                 | 1623 – 1648 | Bavière            | Reçoit les biens et la dignité électorale de Frédéric V. Après les traités de Westphalie, il perd le Palatinat, mais conserve le rang de prince-électeur. |

### Second électorat (1648-1777)
| Nom                  | Règne       | Branche             | Notes |
| -------------------- | ----------- | ------------------- | --- |
| Charles Ier Louis    | 1648 – 1680 | Palatinat-Simmern   | Fils de Frédéric V. Restauré dans sa dignité électorale, avec un rang moindre. Père d'Élisabeth-Charlotte (1652-1722), qui épouse en 1671 Philippe de France, duc d'Orléans (1640-1701), frère cadet de Louis XIV |
| Charles II           | 1680 – 1685 | Palatinat-Simmern   | Fils de Charles Ier. |
| Philippe-Guillaume   | 1685 – 1690 | Palatinat-Neubourg  | |
| Jean-Guillaume       | 1690 – 1716 | Palatinat-Neubourg  | Fils de Philippe-Guillaume. |
| Charles III Philippe | 1716 – 1742 | Palatinat-Neubourg  | Fils de Philippe-Guillaume. |
| Charles IV Théodore  | 1742 – 1777 | Palatinat-Soulzbach | |

## Comtes palatins (1777-1806)
| Nom                  | Règne       | Branche              | Notes |
| -------------------- | ----------- | -------------------- | --- |
| Charles IV Théodore  | 1777 – 1799 | Palatinat-Soulzbach  | En 1777, Charles Théodore hérite de l'électorat de Bavière. Le Palatinat perd sa voix au collège électoral. |
| Maximilien II Joseph | 1799 – 1806 | Palatinat-Deux-Ponts | |